# Carlos Bea
Carlos Tibercio Bea Blanes (San Sebastián, 18 aprile 1934) è un ex cestista e giudice cubano naturalizzato statunitense.
È il padre di Sebastian Bea, medaglia d'argento nel canottaggio alle Giochi della XXVII Olimpiade.

## Carriera
Ha disputato i Giochi della XV Olimpiade, disputando sei partite e segnando 23 punti.